# Карнеча (Караш-Северин)
Карнеча (рум. Cârnecea) насеље је у Румунији у округу Караш-Северин у општини Тикваниу Маре. Oпштина се налази на надморској висини од 153 m.

## Историја
Аустријски царски ревизор Ерлер је 1774. године констатовао да место "Кернеча" припада Жамском округу, Вршачког дистрикта. Становништво је било претежно влашко.

## Становништво
Према подацима из 2002. године у насељу је живело 361 становника.

### Попис2002.
| Расподела становништва по националности 2002.‍ | Расподела становништва по националности 2002.‍ | Расподела становништва по националности 2002.‍ | Расподела становништва по националности 2002.‍ | Расподела становништва по националности 2002.‍ |
| --------------------------------------------- | --------------------------------------------- | --------------------------------------------- | --------------------------------------------- | --------------------------------------------- |
|                                               |                                               |                                               |                                               |                                               |
| Румуни                                        | Румуни                                        |                                               | 264                                           | 73,9%                                         |
| Роми                                          | Роми                                          |                                               | 88                                            | 24,6%                                         |
| Украјинци                                     | Украјинци                                     |                                               | 5                                             | 1,4%                                          |